# الکساندر هاو
الکساندر هاو (انگلیسی: Alexandre Hauw؛ زادهٔ ۲۲ ژانویهٔ ۱۹۸۲) بازیکن فوتبال اهل فرانسه است.
از باشگاه‌هایی که در آن بازی کرده‌است می‌توان به باشگاه فوتبال المپیک لیون، باشگاه فوتبال کلرمون فوت، باشگاه فوتبال ناوال، و باشگاه ورزشی اشتوریل پرایا اشاره کرد.